# Episodi di Lassie (serie televisiva 1954) (quindicesima stagione)
Gli episodi della quindicesima stagione di Lassie sono stati trasmessi per la prima volta negli USA tra il 29 settembre 1968 e il 13 aprile 1969. La stagione fa parte di "The Ranger years" in quanto Lassie è di proprietà delle guardie forestali (Corey esce di scena nel quarto episodio, affidando la cagna ai colleghi Scott e Bob).
| n° | Titolo originale                | Titolo italiano               | Prima TV USA      | Prima TV Italia |
| -- | ------------------------------- | ----------------------------- | ----------------- | --------------- |
| 1  | Lassie's Race for Life          | Corsa per la vita             | 29 settembre 1968 |                 |
| 2  | Burst of Freedom                | Esplosione di libertà         | 6 ottobre 1968    |                 |
| 3  | The Olocaust (1)                |                               | 13 ottobre 1968   |                 |
| 4  | The Olocaust (2)                |                               | 20 ottobre 1968   |                 |
| 5  | Last Frontier                   |                               | 27 ottobre 1968   |                 |
| 6  | Eagle's Dinasty                 |                               | 3 novembre 1968   |                 |
| 7  | Day of the Wolf                 |                               | 10 novembre 1968  |                 |
| 8  | Glacier Canyon                  |                               | 17 novembre 1968  |                 |
| 9  | Track of the Jaguar (1)         | Sulle tracce del giaguaro (1) | 24 novembre 1968  |                 |
| 10 | Track of the Jaguar (2)         | Sulle tracce del giaguaro (2) | 1º dicembre 1968  |                 |
| 11 | New Orizon                      |                               | 8 dicembre 1968   |                 |
| 12 | Out of the Frying Pan           | Fuori pericolo                | 15 dicembre 1968  |                 |
| 13 | Lassie and the 4-H Boys         |                               | 29 dicembre 1968  |                 |
| 14 | Deadly Game                     | Un gioco pericoloso           | 5 gennaio 1969    |                 |
| 15 | What Price Valor? (1)           | Un passato da dimenticare (1) | 12 gennaio 1969   |                 |
| 16 | What Price Valor? (2)           | Un passato da dimenticare (2) | 19 gennaio 1969   |                 |
| 17 | A Change To Live                | Appena in tempo               | 26 gennaio 1969   |                 |
| 18 | The Return Home                 | Le dune                       | 2 febbraio 1969   |                 |
| 19 | Tempest (1)                     |                               | 9 febbraio 1969   |                 |
| 20 | Tempest (2)                     |                               | 16 febbraio 1969  |                 |
| 21 | To Catch a Crow                 |                               | 23 febbraio 1969  |                 |
| 22 | Walden                          | Romantica ragazza             | 2 marzo 1969      |                 |
| 23 | The Stalker                     | L'agguato                     | 9 marzo 1969      |                 |
| 24 | Pride of Wisdom                 |                               | 16 marzo 1969     |                 |
| 25 | Night of the Ghost              |                               | 23 marzo 1969     |                 |
| 26 | Time of Crisis                  |                               | 30 marzo 1969     |                 |
| 27 | Lassie and the Flying Squirrels |                               | 6 aprile 1969     |                 |
| 28 | Moonshiners                     | I distillatori clandestini    | 13 aprile 1969    |                 |

## Corsa per la vita
- Titolo originale: A race for live

### Trama
Corey ed una ricercatrice stanno valutando i danni di una frana, quando Lassie trova un'oca canadese rimasta intossicata dall'inquinamento di un lago. Per salvare l'oca, Corey si procura un antidoto al veleno, ma una nuova frana blocca la sua auto nel viaggio di ritorno. Corey affida l'antidoto a Lassie che lo consegna alla donna; questa riesce a curare l'oca che poi riprende la migrazione col suo compagno.

## Esplosione di libertà
- Titolo originale: Burst of Freedom

### Trama
Dopo un terremoto, Corey è rimasto intrappolato sotto un albero e Lassie corre in strada a cercare aiuto. L'unico a fermarsi è però un giovane che cattura Lassie per venderla ad un veterinario che compie esperimenti sui cani. Lassie riesce tuttavia ad aprire la sua gabbia e dopo aver liberato anche gli altri cani, si fa seguire dall'assistente del veterinario che libera Corey. Imparato ciò che è successo, il veterinario dichiara che non usarà mai più cani nei suoi esperimenti. 

## Sulle tracce del giaguaro (1)
- Titolo originale: Track of the Jaguar (1)

### Trama
Un ricco allevatore chiama Scott per fargli analizzare i terreni dei dintorni, per scoprire quali siano coltivabili. L'uomo è tuttavia preoccupato per la presenza di un giaguaro che ha ucciso alcuni vitelli; durante la notte il giaguaro si avvicina alla scuderia e una cavalla gravida ha un collasso e muore, ma il veterinario riesce a far nascere il puledro. Il giorno dopo Lassie si allontana assieme al cane della fattoria, che viene attaccato e ferito dal giaguaro. 

## Sulle tracce del giaguaro (2)
- Titolo originale: Track of the Jaguar (2)

### Trama
Mentre Lassie cerca di difendere l'altro cane, un puma lotta col giaguaro e lo mette in fuga. Convinto che sia stato il puma ad aggredire il suo cane, l'allevatore vorrebbe sparargli, ma Lassie gli salta addosso facendogli sbagliare mira, accompagnando invece Scott sulle orme del giaguaro, che viene ucciso. 

## Fuori pericolo
- Titolo originale: Out of the Frying Pan

### Trama
Le guardie forestali passeggiano a cavallo lungo una spiaggia, dove incontrano una signora che ha perso il gattino di sua nipote. Rimasta di guardia ad altri cavalli, Lassie ritrova il gattino e lo protegge dall'attacco di un falco. In seguito, la cagna deve allontanarsi per fermare uno dei cavalli che è fuggito, e nasconde il micino in una grotta. L'alta marea rischia poi di sommergere la grotta, ma Lassie porta a riva il gattino consegnandolo alla sua padrona.

## Gioco pericoloso
- Titolo originale: Deadly Game

### Trama
Mentre gioca con un cagnolino beagle, Lassie rimane bloccata all'interno di una casa che sta per essere demolita. Il beagle inizia però a disturbare l'operaio che infine scende dalla ruspa per allontanare il cagnolino. Nel fare ciò, l'uomo si accorge della presenza di Lassie e la libera. 

## Un passato da dimenticare (1)
- Titolo originale: What Price Valor? (1)

### Trama
Bruno, un cane addestrato per aiutare i militari in guerra, è rimasto aggressivo con chiunque tranne col suo padrone ed addestratore, che tenta di rieducarlo. Intanto, alcuni operai liberano una strada franata con gli esplosivi, ed il cane fugge dal recinto, convinto di dover entrare in azione. Accorgendosi della fuga dell'animale, il proprietario fa allontanare gli operai e inizia a cercare il cane con l'aiuto di Bob e di Lassie. Bruno intanto ha ucciso un vitello ed aggredito alcuni cavalli; i contadini della zona lo cercano quindi per ucciderlo.

## Un passato da dimenticare (2)
- Titolo originale: What Price Valor? (2)

### Trama
Lassie trova Bruno per prima, aiutandolo a nascondersi e ad evitare le tagliole. Gli agricoltori si dividono cercando il cane ed uno di essi, caduto da cavallo, è sul punto di essere aggredito da Bruno. Lassie difende l'uomo, rubandogli però il fucile quando questo cerca di sparare al cane. Nel frattempo Bob arriva sul posto, seguito dal padrone di Bruno che lo riporta a casa, facendogli iniziare un addestramento per renderlo di nuovo docile. 

## Appena in tempo
- Titolo originale: A Change To Live

### Trama
Mentre Bob sorveglia un campeggio nell'Oregon, Lassie diventa amica di un'anatra selvatica, a cui recupera una delle uova rotolata fuori dal nido. Alla nascita dei piccoli, un turista che sta riparando la sua auto versa dell'olio nel canale ed uno degli anatroccoli resta intrappolato nella chiazza d'olio. Avvertita dall'anatra, Lassie si tuffa e lo riporta a riva; il turista, resosi conto di aver inquinato l'ambiente, aiuta poi Bob a ripulire l'anatroccolo. 

## Le dune
- Titolo originale: The Return Home

### Trama
Una zona di dune rischia di franare in quanto vi si svolgono gare di macchine in miniatura. Bob cerca di convincere il padrone del club a far correre i suoi clienti solo sulle piste, ma questo rifiuta. L'uomo cambia però idea quando Lassie salva la sua cagnetta che aveva partorito in mezzo alle dune, rischiando di finire travolta durante una gara.

## Romantica ragazza
- Titolo originale: Walden

### Trama
Lassie incontra una ragazza che è scappata di casa per vivere in mezzo alla natura. La giovane segue poi Lassie nella sede delle guardie forestali (in quel momento vuota), dove si ferma a mangiare e a leggere alcuni libri. Al ritorno delle guardie, la ragazza fugge e si nasconde in una grotta, che però frana a causa di un terremoto; Lassie avverte i suoi padroni che la salvano.

## L'agguato
- Titolo originale: The Stalker

### Trama
Una tigre sta per essere trasferita da uno zoo all'altro, ma il camion che la trasporta ha un incidente e la tigre riesce a fuggire. Dopo aver vagato nella zona, la belva penetra in una casa, ma la padrona riesce a chiudersi in un'altra stanza. Le guardie forestali si mobilitano a ritrovare la tigre, di cui Lassie fiuta le tracce; colpita con un sonnifero, la belva viene infine riportata allo zoo.